# Peggy Wood
Mary Margaret Wood (9 de fevereiro de 1892 – 18 de março de 1978) foi uma atriz americana de teatro, cinema e televisão. Ela é mais lembrada por sua atuação como a personagem-título na série de televisão da CBS Mama (1949–1957), pela qual foi indicada ao Primetime Emmy Award de Melhor Atriz Principal em Série Dramática; seu papel principal como Naomi, a sogra de Ruth, em The Story of Ruth (1960); e sua última aparição nas telas como Madre Abadessa em The Sound of Music (1965), pelo qual recebeu uma indicação ao Oscar e um Globo de Ouro.

## Carreira

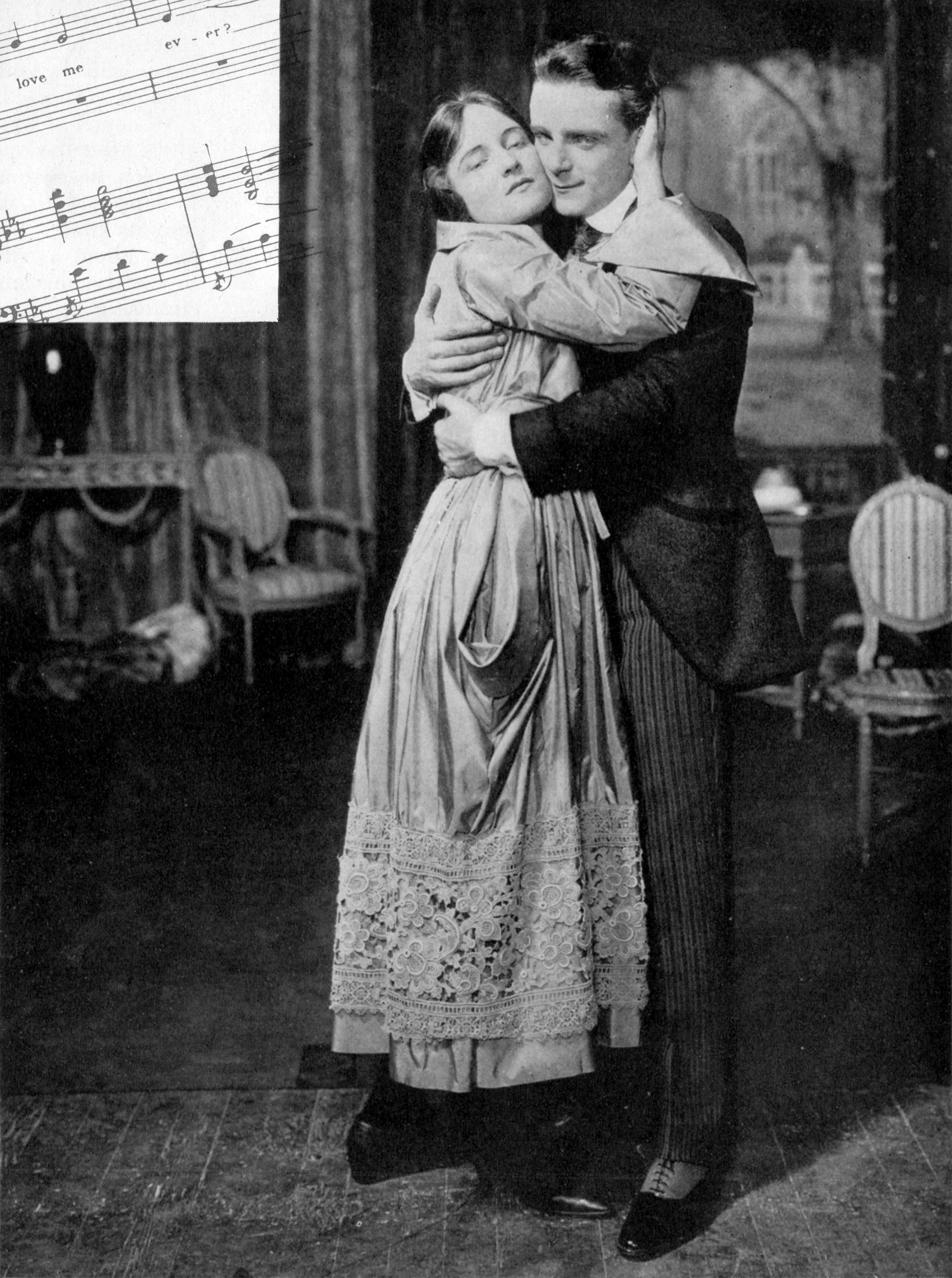
Peggy Wood e Charles Purcell na produção original da Broadway de Maytime (1917)

Mary Margaret Wood nasceu no Brooklyn, Nova Iorque, filha de Eugene Wood, um jornalista, e de Mary Gardner, uma operadora de telégrafo. Estudou canto na França com a soprano Emma Calvé. Wood foi um dos primeiros membros da Actors' Equity Association, passando quase 50 anos no palco, começando no refrão e tornando-se conhecida como cantora e estrela da Broadway. Wood fez sua estreia nos palcos em 1910, como parte do refrão de Naughty Marietta. Em 1917, ela estrelou Maytime, no qual apresentou a música "Will You Remember". Ela estrelou vários outros musicais antes de interpretar o papel de Portia em uma produção de 1928 de The Merchant of Venice. Do final da década de 1920 até o final da década de 1930, Wood teve papéis principais em musicais encenados em Londres e Nova Iorque. Ela foi selecionada por Noël Coward para estrelar a produção original londrina de sua opereta de grande sucesso, Bitter Sweet.

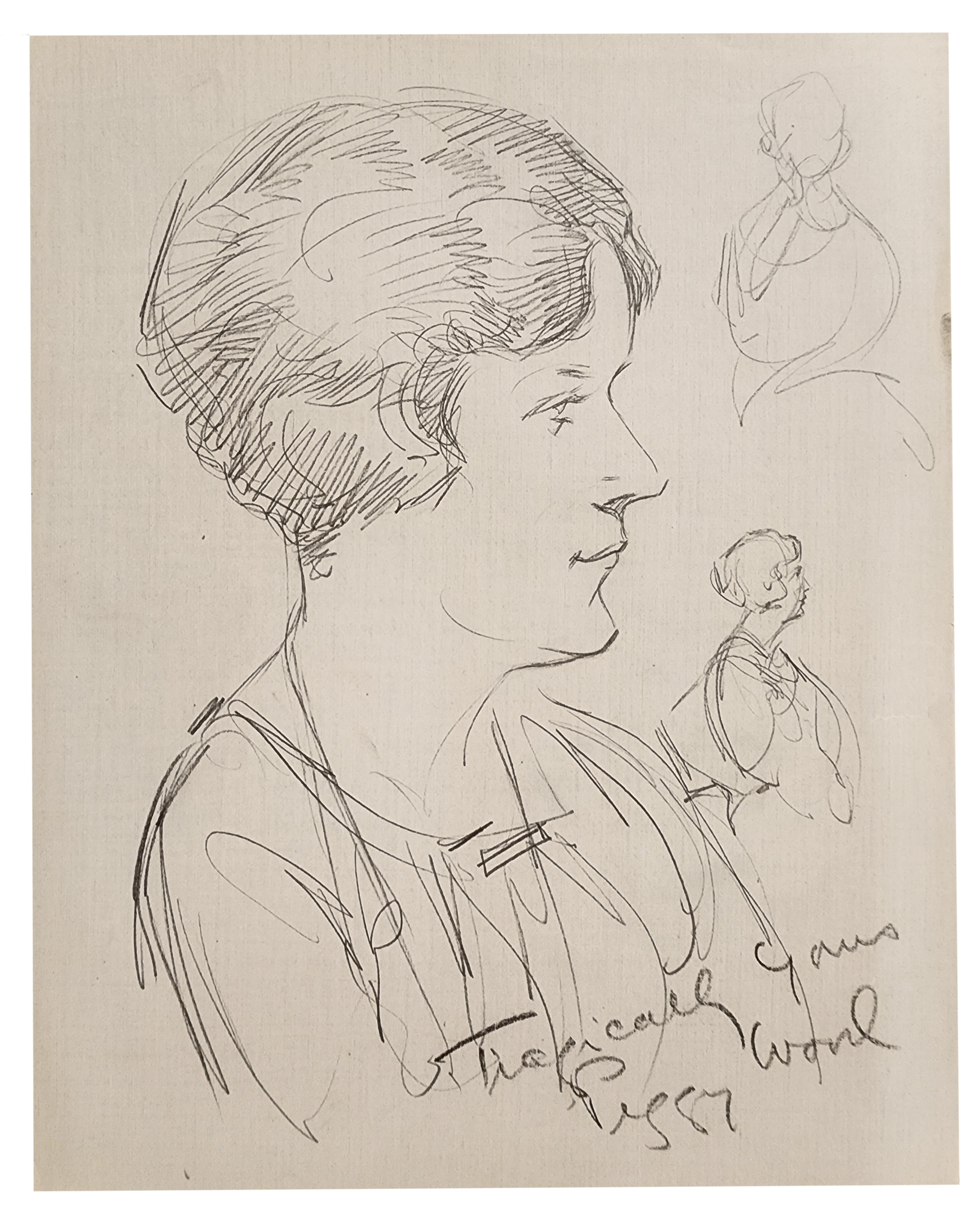
Desenho assinado por Manuel Rosenberg 1923

De acordo com um perfil de 1920, Wood também escreveu peças "em colaboração com seu pai e com Samuel Merwin". Ela foi membro da Mesa Redonda Algonquin.
Em 1941, ela estrelou a estreia de Blithe Spirit em Nova Iorque como Ruth Condomine, cujo marido é atormentado pelo fantasma de sua falecida primeira esposa. Wood não estrelou muitos filmes. Suas poucas aparições em filmes incluem papéis em Jalna, A Star Is Born, Call It a Day, The Housekeeper's Daughter, The Bride Wore Boots, Magnificent Doll, e Dream Girl. De 1949 a 1957, ela interpretou a matriarca Marta Hansen na popular série Mama, baseada na peça da Broadway de 1943 e no filme de 1948 I Remember Mama. Quando a General Foods cancelou o programa, houve tantos protestos que a CBS o trouxe de volta na tarde de domingo, desta vez como uma série filmada. Como a emissora não possuía todas as autorizações de emissoras afiliadas necessárias, o programa foi colocado em distribuição, onde foi um grande sucesso. Os produtores filmaram 26 episódios.
Após "Mama", Wood foi vista em episódios de Zane Gray Theatre e The Nurses. Ela co-estrelou com a comediante Imogene Coca na Broadway em The Girls in 509. Em outubro de 1963, ela e Ruth Gates apareceram na peça de um ato Opening Night, que foi exibida off-Broadway. Wood interpretou Fanny Ellis, uma estrela outrora famosa que se prepara para uma apresentação; a peça durou 47 apresentações. Gates interpretou "Tia Jenny" em Mama, estrelado por Wood.
Wood voltou ao cinema na produção do CinemaScope de 1960, The Story of Ruth no papel de co-estrela como Naomi, sogra da personagem-título, embora ela tenha apontado a falta de verossimilhança em seu próprio elenco como matriarca bíblica, ou seja, uma "judia loira de olhos azuis". Sua última aparição nas telas foi como Madre Abadessa em The Sound of Music (1965), pelo qual foi indicada ao Oscar de Melhor Atriz Coadjuvante e ao Globo de Ouro de Melhor Atriz Coadjuvante - Cinema. Ela estava emocionada por estar no filme, mas sabia que não poderia mais cantar "Climb Ev'ry Mountain". Ela foi dublada (para cantar) por Margery McKay. Em sua autobiografia, Marni Nixon, que apareceu no filme como Irmã Sophia, disse que Peggy gostou especialmente da voz de McKay para cantar porque ela soava como Peggy em sua juventude. Em 1969, Wood se juntou ao elenco de One Life to Live como Dra. Kate Nolan, e teve um papel recorrente até o final do ano.

## Outros
Sua primeira autobiografia, How Young You Look, foi publicada por Farrar e Rinehart em 1941. A versão atualizada Arts and Flowers apareceu em 1963. Ela escreveu uma biografia do ator John Drew Jr. e um romance intitulado The Star Wagon, além de co-escrever a peça Miss Quis. Wood recebeu vários prêmios por seu trabalho teatral e por um tempo foi presidente da American National Theatre and Academy (ANTA).

## Vida pessoal
Wood foi casada e viúva duas vezes. Seu primeiro marido (poeta/escritor John Van Alstyne Weaver) morreu aos 44 anos. Ela deu à luz seu filho (David Weaver) em 1927, aos 35 anos. Seu segundo marido (William H. Walling, com quem ela se casou em 1946) era um executivo do ramo gráfico que morreu em 1973. Eles foram casados por 27 anos. Ela era uma episcopal devota e membro do Episcopal Actors Guild.

## Morte
Wood morreu em 18 de março de 1978, aos 86 anos, em Stamford, Connecticut, após um acidente vascular cerebral.

## Filmografia

### Cinema
| Ano  | Título                     | Personagem                                          | Notas                                                                                                  |
| ---- | -------------------------- | --------------------------------------------------- | --- |
| 1919 | Almost a Husband           | Eva McElwyn                                         | Filme perdido                                                                                          |
| 1929 | Wonder of Women            | Brigitte                                            | Filme perdido                                                                                          |
| 1934 | Handy Andy                 | Ernestine Yates                                     | |
| 1935 | The Right to Live          | Enfermeira Wayland                                  | |
| 1935 | Jalna                      | Meg Whiteoaks                                       | |
| 1937 | Call It a Day              | Ethel Francis                                       | |
| 1937 | A Star Is Born             | Senhorita Phillips (funcionária da Central Casting) | |
| 1939 | The Housekeeper's Daughter | Olga                                                | |
| 1946 | The Bride Wore Boots       | Grace Apley                                         | |
| 1946 | Magnificent Doll           | Sra. Payne                                          | |
| 1948 | Dream Girl                 | Lucy Allerton                                       | |
| 1960 | The Story of Ruth          | Naomi                                               | |
| 1965 | The Sound of Music         | A Reverenda Madre Abadessa                          | Indicada—Oscar de Melhor Atriz Coadjuvante Indicada—Globo de Ouro de Melhor Atriz Coadjuvante - Cinema |

### Televisão
| Ano       | Título                          | Personagem         | Notas |
| --------- | ------------------------------- | ------------------ | --- |
| 1948      | The Philco Television Playhouse | Sra. Oliver Jordan | Episódio: Dinner at Eight |
| 1949      | The Philco Television Playhouse | Florence McDavid   | Episódio: Dark Hammock |
| 1951      | Pulitzer Prize Playhouse        | Gladys             | Episódio: The Skin of Our Teeth |
| 1949–1957 | Mama                            | Mama Marta Hansen  | 10 episódios Indicada—Primetime Emmy Award de Melhor Atriz (1953) Indicada—Primetime Emmy Award de Melhor Desempenho Contínuo de uma Atriz em Série Dramática (1957) |
| 1957      | Zane Grey Theatre               | Sarah Jolland      | Episódio: The Bitter Land |
| 1959      | The United States Steel Hour    | Lillian Granet     | Episódio: Seed of Guilt |
| 1962      | Dr. Kildare                     | Katie Harris       | Episódio: An Ancient Office |
| 1963      | The Doctors and the Nurses      | Marcella Higgins   | Episódio: The Saturday Evening of Time |
| 1965      | For the People                  | Sra. Murray        | Episódio: The Killing of One Human Being |
| 1969      | One Life to Live                | Dra. Kate Nolan    | Episódios desconhecidos |

## Teatro (lista parcial de aparições)

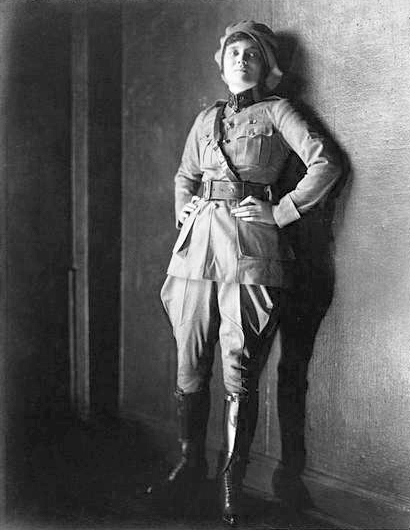
Peggy Wood em Buddies (1919)

- Love O' Mike (1917)
- Maytime (1917)
- Buddies (1919)
- Bitter Sweet (1929)
- Old Acquaintance (1940)
- Blithe Spirit (1941)